# Emerging (manga)
Emerging (エマージング?, Emājingu) è un manga del 2004 scritto e disegnato da Masaya Hokazono. In Giappone la serie è stata raccolta in due volumi tankōbon, pubblicati da Kōdansha. L'edizione italiana dell'opera è stata pubblicata dal 2012 da GP Manga.

## Trama
Un nuovo e pericolosissimo virus si diffonde a Tokyo. Il Giappone si trova ad affrontare una crisi sanitaria senza precedenti.

## Volumi
| Nº | Data di prima pubblicazione | Data di prima pubblicazione | Data di prima pubblicazione | Data di prima pubblicazione |
| Nº | Giapponese                  | Giapponese                  | Italiano                    | Italiano                    |
| -- | --------------------------- | --------------------------- | --------------------------- | --------------------------- |
| 1  | 22 settembre 2004           | ISBN 978-4-06-328981-7      | 22 dicembre 2012            | ISBN 978-88-6468-934-0      |
| 2  | 21 dicembre 2004            | ISBN 978-4-06-372406-6      | 28 febbraio 2013            | ISBN 978-88-6634-446-9      |